# 哈根
哈根（德語：Hagen，德語：[ˈhaːɡn̩] ⓘ）是座位于德国鲁尔工业区东南的非县辖城市，在多蒙特以南15公里，是通往紹爾蘭的門戶，魯爾河的其中兩條支流：倫訥河與福爾默河在這裏會合。哈根还是哈根函授大学、劳动法庭、州政府、科研机构等管理中心的总部所在地。

## 友好城市
以下是維滕的友好城市：
- 法國列萬 （1960年）
- 法國蒙吕松 （1965年）
- 德国施泰格利茨-采伦多夫 （1967年）
- 奥地利穆爾河畔布魯克 （1975年）
- 俄羅斯斯摩棱斯克 （1985年）
- 以色列莫迪因馬加比勒特 （1997年）

## 引用來源
1. ↑  Wahlergebnisse in NRW Kommunalwahlen 2020 （页面存档备份，存于）, Land Nordrhein-Westfalen, accessed 19 June 2021.
2. ↑   . Landesbetrieb Information und Technik NRW.   [2024-06-20] （德语）.
3. ↑  . hagen.de. Hagen.   [2022-12-12]. （原始内容存档于2017-07-12） （德语）.